# West-Fork-Gletscher (West Fork Nizina River)
Der West-Fork-Gletscher ist ein Gletscher an der Südflanke der Wrangell Mountains in Alaska (USA).
Der West-Fork-Gletscher ist ein 9 km langer Talgletscher an der Südostflanke des Regal Mountain. Er liegt im Wrangell-St.-Elias-Nationalpark. Der 1,5 km breite Gletscher strömt in südöstlicher Richtung und endet auf einer Höhe von etwa 975 m. Der Gletscher wird vom West Fork Nizina River, einem rechten Nebenfluss des Nizina River, entwässert. Die Gletscherzunge des West-Fork-Gletschers ist im Rückzug begriffen.